# Pico Eccles
O  Pico Eccles culmina a 4041 m de altitude no Maciço do Monte Branco. Encontra-se no Vale de Aosta em Itália e na aresta cuminal da chamada - em italiano:  Cresta dell'Innominata - que separa o Glaciar do Brouillard a  Oeste do Glaciar do Freney a leste e que passa da Agulha Croux ao Pico Innominata. O Passo Eccles separa-o do Monte Branco de Courmayeur.
Todos estas denominações Eccles provêm do alpinista britânico James Eccles que deixou o seu nome pelos Alpes e mesmo no Colorado.
A primeira ascensão deve ter tido lugar a 31 de Agosto de 1874 efectuada por J. G. A. Marshal com  Johann Fisher e Ulrich Almer.